# Chris Huizinga
Chris Huizinga (Groninga, 11 de agosto de 1997) es un deportista neerlandés que compite en patinaje de velocidad sobre hielo.
Ganó una medalla de bronce en el Campeonato Mundial de Patinaje de Velocidad sobre Hielo en Distancia Individual de 2025 y una medalla de bronce en el Campeonato Europeo de Patinaje de Velocidad sobre Hielo en Distancia Individual de 2024, ambas en la prueba de persecución por equipos.

## Palmarés internacional
| Campeonato Mundial en Distancia Individual | Campeonato Mundial en Distancia Individual | Campeonato Mundial en Distancia Individual | Campeonato Mundial en Distancia Individual |
| Año                                        | Lugar                                      | Medalla                                    | Prueba                                     |
| ------------------------------------------ | ------------------------------------------ | ------------------------------------------ | ------------------------------------------ |
| 2025                                       | Hamar (Noruega)                            | Medalla de bronce                          | Persecución por equipos                    |
| Campeonato Europeo en Distancia Individual |                                            |                                            |                                            |
| Año                                        | Lugar                                      | Medalla                                    | Prueba                                     |
| 2024                                       | Heerenveen (Países Bajos)                  | Medalla de bronce                          | Persecución por equipos                    |